# Cairo (作業系統)
Cairo（亦稱Microsoft Windows Cairo、Windows Cairo、Microsoft Cairo）是美國電腦公司微軟於1991年至1996年間進行的一項作業系統開發計畫，目的為打造次世代作業系統所需的科技，以期實現時任微軟董事長比爾·蓋茲所述「資訊觸手可及（information at your fingertips）」的願景。Cairo從未實際發行，不過其使用的部分技術仍然可見於其他微軟產品之中。

## 概要
Cairo於1991年的微軟專業開發者大會中由吉姆·阿尔钦首次公開，於1993年的專業開發者大會上首次進行演示，並提供了試用版本供會議參與者使用。
微軟對Cairo的定位時有更動，一度稱之為一項產品，又一度稱之為一系列技術的集合。
Cairo原先預計於1995年間推出，惟最終從未實際發行，不過其所使用的部分技術仍然可見於其他微軟產品之中。Windows 95的使用者介面即建基於Cairo的使用者介面；Cairo採用分散式運算DCE/RPC技術，以便在全球電腦網路間更迅速的傳輸資訊，後被引入Windows NT 3.1之中；Cairo的內容索引技術現則為網際網路資訊服務和Windows桌面搜尋的一部分。此外，Cairo所使用的物件儲存檔案系統原計畫以WinFS的形式隨Windows Vista推出，然而WinFS於2006年6月終止開發，部分技術則引入Microsoft SQL Server 2008（開發代號為「Katmai」）中。比爾·蓋茲本人曾於後來的一次訪談中證實微軟原計畫以WinFS作為Windows Media Player、Windows相片圖庫和Microsoft Office Outlook等程式的後臺檔案系統。

## 外部連結
- Microsoft® Windows™ Cairo Product Planning（页面存档备份，存于） （英文）